# Mario Soldani
Mario Soldani (Livorno, 26 maggio 1937) è un politico italiano.

## Biografia
Laureato in Giurisprudenza, di professione notaio. Alle elezioni politiche del 1994 viene eletto deputato con il Patto Segni nel collegio XV del Lazio. Nel febbraio 1995 aderì, insieme ad altri esponenti repubblicani, liberali e socialisti, al gruppo de I Democratici, terminando il suo mandato parlamentare nel 1996.
Torna poi all'attività notarile, che porta avanti fino al dicembre 2006.